# 11241 Ехут
11241 Ехут (11241 Eckhout) — астероїд головного поясу, відкритий 24 вересня 1960 року.
Тіссеранів параметр щодо Юпітера — 3,276.